# Уједињено Краљевство на Светском првенству у атлетици на отвореном 2013.
Уједињено Краљевство је учествовало на 14. Светском првенству у атлетици на отвореном 2013. одржаном у Москви од 10. до 18. августа четрнаести пут, односно учествовало је на свим првенствима до данас. Уједињено Краљевство је пријавило 63 учесника (32 мушкараца и 31 жене) који су се такмичили у 22 дисциплине (18 мушких и 14 женских). Међутим, у стартним листама нема следећих такмичара: Daniel Talbot (трка на 200 м), Christopher Tomlinson (скок удаљ) и Jessica Ennis-Hill (седмобој) тако да је репрезентацију Уједињеног Краљевства представљало 60 такмичара (30 мушкараца и 30 жена).,
На овом првенству Уједињено Краљевство је по броју освојених медаља заузело 7. место са шест освојених медаља (три златне и три бронзане). Поред медаља, Уједињено Краљевство је остварила и следеће резултате: један национални рекорд, три национална рекорда сезоне, једанаест личних рекорда и шест личних рекорда сезоне. У табели успешности према броју и пласману такмичара који су учествовали у финалним такмичењима (првих 8 такмичара) Уједињено Краљевство је са 19 учесника у финалу заузела 7. место са 79 бодова.
| Плас. | Земља                | 1. место | 2. место | 3. место | 4. место | 5. место | 6. место | 7. место | 8. место | Бр. финал. | Бод. |
| ----- | -------------------- | -------- | -------- | -------- | -------- | -------- | -------- | -------- | -------- | ---------- | ---- |
| 7.    | Уједињено Краљевство | 3        | 0        | 3        | 2        | 5        | 1        | 1        | 2        | 19         | 79   |

## Учесници
| Мушкарци: - Двејн Чемберс — 100 м, 4х100 м - Хари Ејкинс-Арити — 100 м, 4х100 м - Џејмс Дасаолу — 100 м - Адам Џемили — 200 м, 4х100 м - Џејмс Елингтон — 200 м, 4х100 м - Делано Вилијамс — 200 м - Најџел Левин — 400 м, 4х400 м - Мајкл Ример — 800 м - Ендру Осаги — 800 м - Крис О’Хер — 1.500 м - Мохамед Фара — 5.000 м, 10.000 м - Вилијам Шерман — 110 м препоне - Себастијан Роџер — 400 м препоне - Дејвид Грин — 400 м препоне - Рис Вилијамс — 400 м препоне - Џејмс Вилкинсон — 3.000 м препреке - Ричард Килти — 4х100 м - Deji Tobais — 4х100 м - Ендру Робертсон — 4х100 м - Конрад Вилијамс — 4х400 м - Мајкл Бингам — 4х400 м - Џејми Боуи — 4х400 м - Martyn Rooney — 4х400 м - Лук Ленон-Форд — 4х400 м - Алекс Рајт — 20 км ходање - Роберт Грабарз — Скок увис - Стивен Луис — Скок мотком - Грег Радерфорд — Скок удаљ - Брет Морз — Бацање диска - Ешли Брајант — Десетобој | Жене - Аша Филип — 100 м - Џоди Вилијамс — 200 м - Ањика Онура — 200 м - Кристина Охуруогу — 400 м, 4х400 м - Мерилин Окоро — 800 м - Џесика Џад — 800 м - Лора Мјур — 800 м - Лаура Вејтман — 1.500 м - Хана Ингланд — 1.500 м - Сузан Патриџ — Маратон - Sonia Samuels — Маратон - Тифани Портер — 100 м препоне - Пери Шејкс Дрејтон — 400 м препоне - Елид Чајлд — 400 м препоне, 4х400 м - Меган Бизли — 400 м препоне - Ајлиш Маколган — 3.000 м препреке - Дина Ашер-Смит — 4х100 м - Ешли Нелсон — 4х100 м - Анабел Луис — 4х100 м - Хејли Џоунс — 4х100 м - Бјанка Вилијамс — 4х100 м - Шана Кокс — 4х400 м - Маргарет Адеој — 4х400 м - Викторија Охуруогу — 4х400 м - Керстен Маказлан — 4х400 м - Кели Масеј — 4х400 м - Шара Проктор — Скок удаљ - Лорејн Јуџин — Скок удаљ - Софи Хичон — Бацање кладива - Катарина Џонсон-Томпсон — Седмобој |  |

## Освајачи медаља

### Злато (3)
- Мохамед Фара — 5.000 м
- Мохамед Фара — 10.000 м
- Кристина Охуруогу — 400 м

### Бронза (3)
- Тифани Портер — 100 м препоне
- Дина Ашер-Смит, Ешли Нелсон, 
 Анабел Луис, Хејли Џоунс — 4 x 100 м
- Елид Чајлд2, Шана Кокс, Маргарет Адеој, 
 Кристина Охуруогу2, Викторија Охуруогу*, 
 Керстен Маказлан*, Кели Масеј* — 4 x 400 м

## Резултати

### Мушкарци
| Атлетичар | Дисциплина       | Лични рекорд | Предтакмичење | Предтакмичење | Квалификације         | Квалификације        | Полуфинале                    | Полуфинале                    | Финале                | Финале       | Детаљи  |
| Атлетичар | Дисциплина       | Лични рекорд | Резултат      | Место         | Резултат              | Место                | Резултат                      | Место                         | Резултат              | Место        | Детаљи  |
| --- | ---------------- | ------------ | ------------- | ------------- | --------------------- | -------------------- | ----------------------------- | ----------------------------- | --------------------- | ------------ | ------- |
| Двејн Чемберс | 100 м            | 9,97 НР      | слободни      | слободни      | 10,14 КВ              | 3. у гр 3            | 10,15                         | 6. у гр 2                     | Нису се квалификовали | 14 / 73 (76) |         |
| Хари Ејкинс-Арити                                                                                                  | 100 м            | 10,08        | слободни      | слободни      | 10,16 КВ              | 3. у гр 6            | 10,34                         | 7. у гр 1                     | Нису се квалификовали | 22 / 73 (76) |         |
| Џејмс Дасаолу | 100 м            | 10,08        | слободни      | слободни      | 10,16 кв              | 4. у гр 4            | 9,97 кв                       | 3. у гр 2                     | 10,21                 | 8 / 73 (76)  |         |
| Адам Џемили | 200 м            | 20,17        |               |               | 20,17 КВ, ЛР          | 1. у гр 6            | 19,98 КВ, ЛР                  | 1. у гр 3                     | 20,08                 | 5 / 55 (56)  |         |
| Џејмс Елингтон | 200 м            | 20,42        | 20,55 КВ      | 1. у гр 5     | 20,44                 | 4. у гр 2            | Нису се квалификовали         | 11 / 55 (56)                  |                       |              |         |
| Делано Вилијамс | 200 м            | 20,27        | 20,72 КВ      | 2. у гр 7     | 20,61                 | 7. у гр 1            | Нису се квалификовали         | 18 / 55 (56)                  |                       |              |         |
| Најџел Левин | 400 м            | 45,11        | 45,41 КВ      | 4. у гр 4     | 45,60                 | 6. у гр 3            | Нису се квалификовали         | 14 / 32 (35)                  |                       |              |         |
| Мајкл Ример | 800 м            | 1:43,89      | 1:45,47 КВ    | 3. у гр. 5    | 1:47,06               | 6. у гр. 2           | Нису се квалификовали         | 19 / 47 (49)                  |                       |              |         |
| Ендру Осаги | 800 м            | 1:43,77      | 1:46,16 КВ    | 3. у гр. 3    | 1:44,85 кв, ЛРС       | 4. у гр. 1           | 1:44,36 ЛРС                   | 5 / 47 (49)                   |                       |              |         |
| Крис О’Хер | 1.500 м          | 3:35,37      | 3:38,86 кв    | 8. у гр. 3    | 3:43,58 КВ            | 4. у гр. 1           | 3:46,04                       | 12 / 37 (38)                  |                       |              |         |
| Мохамед Фара | 5.000 м          | 12:53,11 НР  |               |               | 13:23,93 КВ           | 5. у гр. 2           |                               |                               | 13:26,98              |              |         |
| Мохамед Фара | 10.000 м         | 26:46,57 НР  |               |               |                       |                      |                               |                               | 27:21,71 ЛРС          |              |         |
| Вилијам Шерман | 110 м препоне    | 13,26        |               |               | 13,51 КВ              | 3. у гр. 2           | 13,34 кв                      | 5. у гр. 2                    | 13,30                 | 5 / 33 (34)  |         |
| Себастијан Роџер                                                                                                   | 400 м препоне    | 49,19        | 49,66 кв      | 5. у гр. 1    | 49,32                 | 6. у гр. 1           | Нису се квалификовали         | 15 / 35 (37)                  |                       |              |         |
| Дејвид Грин | 400 м препоне    | 47,84        | 49,79 кв      | 5. у гр. 5    | 49,25                 | 5. у гр. 3           | Нису се квалификовали         | 12 / 35 (37)                  |                       |              |         |
| Рис Вилијамс | 400 м препоне    | 48,84        | 49,85 КВ      | 4. у гр. 3    | 49,29                 | 4. у гр. 2           | Нису се квалификовали         | 14 / 35 (37)                  |                       |              |         |
| Џејмс Вилкинсон | 3.000 м препреке | 8:28,74      | 8:35,07       | 9. у гр. 2    | Није се квалификовао  | Није се квалификовао | Није се квалификовао          | 31 / 35 (41)                  |                       |              |         |
| Адам Џемили2, Хари Ејкинс-Арити2, Џејмс Елингтон2, Двејн Чемберс2, Ричард Килти*, Deji Tobais**, Ендру Робертсон** | 4 х 100 м        | 37,73 НР     | 38,12 НРС     | 1. у гр 1     |                       |                      | дисквалификована по чл. 170.7 | дисквалификована по чл. 170.7 |                       |              |         |
| Конрад Вилијамс, Martyn Rooney, Мајкл Бингам, Најџел Левин, Џејми Боуи*, Лук Ленон-Форд**                          | 4 х 400 м        | 2:56,60 НР   | 3:00,50 НРС   | 2. у гр 1     | 3:00,88               | 4 / 24               |                               |                               |                       |              |         |
| Алекс Рајт | 20 км ходање     | 1:23:05      |               |               |                       |                      |                               |                               | 1:26:40               | 31 / 25 (34) | 2535 }} |
| Роберт Грабарз | Скок увис        | 2,37 НР      |               |               | 2,29 кв               | 2. у гр А            |                               |                               | 2,29                  | 8 / 25 (34)  |         |
| Стивен Луис | Скок мотком      | 5,82 НР      | Без пласмана  | Без пласмана  | Није се квалификовао  | Није се квалификовао |                               |                               |                       |              |         |
| Грег Радерфорд | Скок удаљ        | 8,35 НР      | 7,87          | 8. у гр А     | Нису се квалификовали | 12 / 28 (29)         |                               |                               |                       |              |         |
| Брет Морз | Бацање диска     | 66,84        | 59,23         | 11. у гр А    | Нису се квалификовали | 23 / 30              |                               |                               |                       |              |         |

- Атлетичари означени једном звездицом учествовали су у квалификацијама штафета.
- Атлетичари означени са две звездице били су резерве у штафетама.
- Атлетичари означени бројем учествовали су у појединачним дисциплинама.

#### Десетобој
| Дисциплина    | Ешли Брајант | Ешли Брајант           | Ешли Брајант           | Ешли Брајант           | Ешли Брајант           | Ешли Брајант           |
| Дисциплина    | Лич. рек.    | Резултат               | Бод.                   | Плас.                  | Укупно                 | Плас.                  |
| ------------- | ------------ | ---------------------- | ---------------------- | ---------------------- | ---------------------- | ---------------------- |
| 100 м         | 11.02        | није стартовао         | није стартовао         | није стартовао         | није стартовао         | није стартовао         |
| Скок удаљ     | 7,53         | није стартовао         | није стартовао         | није стартовао         | није стартовао         | није стартовао         |
| Бацање кугле  | 13,76        | није стартовао         | није стартовао         | није стартовао         | није стартовао         | није стартовао         |
| Скок увис     | 1,96         | није стартовао         | није стартовао         | није стартовао         | није стартовао         | није стартовао         |
| 400 м         | 48,10        | није стартовао         | није стартовао         | није стартовао         | није стартовао         | није стартовао         |
| 110 м препоне | 14,38        | није стартовао         | није стартовао         | није стартовао         | није стартовао         | није стартовао         |
| Бацање диска  | 42,28        | није стартовао         | није стартовао         | није стартовао         | није стартовао         | није стартовао         |
| Скок мотком   | 4,60         | није стартовао         | није стартовао         | није стартовао         | није стартовао         | није стартовао         |
| Бацање копља  | 70,44        | није стартовао         | није стартовао         | није стартовао         | није стартовао         | није стартовао         |
| 1.500 м       | 4:30,04      | није стартовао         | није стартовао         | није стартовао         | није стартовао         | није стартовао         |
| Десетобој     | 8.070        | није завршио такмичење | није завршио такмичење | није завршио такмичење | није завршио такмичење | није завршио такмичење |

### Жене
| Атлетичарка | Дисциплина       | Лични рекорд | Квалификације   | Квалификације | Полуфинале            | Полуфинале            | Финале                | Финале       | Детаљи |
| Атлетичарка | Дисциплина       | Лични рекорд | Резултат        | Место         | Резултат              | Место                 | Резултат              | Место        | Детаљи |
| --- | ---------------- | ------------ | --------------- | ------------- | --------------------- | --------------------- | --------------------- | ------------ | ------ |
| Аша Филип | 100 м            | 11,20        | 11,29 КВ        | 3. у гр. 2    | 11,35                 | 7. у гр. 1            | Нису се квалификовале | 17 / 45 (46) |        |
| Џоди Вилијамс                                                                                                   | 200 м            | 22,79        | 23,00 кв        | 4. у гр. 6    | 23,21                 | 7. у гр. 1            | Нису се квалификовале | 19 / 46 (50) |        |
| Ањика Онура | 200 м            | 22,79        | 23,36           | 4. у гр. 5    | Није се квалификовала | Није се квалификовала | Није се квалификовала | 31 / 46 (50) |        |
| Кристина Охуруогу                                                                                               | 400 м            | 49,61        | 50,20 КВ        | 1. у гр. 2    | 49,75 КВ, ЛРС         | 1. у гр. 2            | 49,41 НР              |              |        |
| Мерилин Окоро                                                                                                   | 800 м            | 1:58,45      | 1:59,43 КВ, ЛРС | 2. у гр. 1    | 2:02,26               | 7. у гр. 2            | Нису се квалификовале | 15 / 32      |        |
| Лора Мјур | 800 м            | 2:00,86      | 2:00,80 КБ, ЛР  | 3. у гр. 4    | 2:00,83               | 7. у гр. 1            | Нису се квалификовале | 21 / 32      |        |
| Џесика Џад | 800 м            | 1:59,85      | 2:01,48         | 5. у гр. 2    | Нису се квалификовале | Нису се квалификовале | Нису се квалификовале | 21 / 32      |        |
| Лаура Вејтмен                                                                                                   | 1.500 м          | 4:02,99      | 4:14,38         | 11. у гр. 1   | Нису се квалификовале | Нису се квалификовале | Нису се квалификовале | 33 / 37      |        |
| Хана Ингланд | 1.500 м          | 4:01,89      | 4:08,05 КБ      | 3. у гр. 3    | 4:06,80 КБ            | 7. у гр. 1            | 4:04,98               | 4 / 37       |        |
| Сузан Патриџ | Маратон          | 2:30:46 НР   |                 |               |                       |                       | 2:36:24               | 10 / 46 (72) |        |
| Sonia Samuels                                                                                                   | Маратон          | 2:30:56      | 2:38:47 ЛРС     | 16 / 46 (72)  |                       |                       |                       |              |        |
| Тифани Портер                                                                                                   | 100 м препоне    | 12,56        | 12,72 КВ        | 1. у гр. 4    | 12,63 КВ              | 1. у гр. 4            | 12,55 ЛР              |              |        |
| Пери Шејкс Дрејтон                                                                                              | 400 м препоне    | 53,67        | 54,42 KB        | 1. у гр. 3    | 53,92 KB              | 1. у гр. 2            | 56,25                 | 7 / 29 (32)  |        |
| Елид Чајлд | 400 м препоне    | 54,22        | 55,17 KB        | 2. у гр. 4    | 54,32 KB              | 3. у гр. 1            | 54,86                 | 5 / 29 (32)  |        |
| Меган Бизли | 400 м препоне    | 55,28        | 55,45 KB        | 2. у гр. 1    | 54,97 ЛР              | 6. у гр. 1            | Није се квалификовала | 9 / 29 (32)  |        |
| Ајлиш Маколган                                                                                                  | 3.000 м препреке | 9:38,45      | 9:35,82 кв, ЛР  | 7. у гр 2     |                       |                       | 9:37,33               | 10 / 27 (29) |        |
| Дина Ашер-Смит, Ешли Нелсон, Анабел Луис, Хејли Џоунс, Бјанка Вилијамс*                                         | 4 х 100 м        | 42,43 НР     | 42,75 КВ        | 1. у гр 2     | 42,87                 |                       |                       |              |        |
| Елид Чајлд2, Шана Кокс, Маргарет Адеој, Кристина Охуруогу2, Викторија Охуруогу*, Керстен Маказлан*, Кели Масеј* | 4 х 400 м        | 3:20,04 НР   | 3:25,29 КВ      | 1. у гр 2     | 3:22,61 НРС           |                       |                       |              |        |
| Шара Проктор | Скок удаљ        | 6,95 НР      | 6,85 КВ         | 1. у гр А     | 6,79                  | 6 / 29 (31)           |                       |              |        |
| Лорејн Јуџин | Скок удаљ        | 6,77         | Без пласмана    | Без пласмана  | Није се квалификовала | Није се квалификовала |                       |              |        |
| Софи Хичон | Бацање кладива   | 72,97 НР     | 68,56           | 10. у гр Б    | Није се квалификовала | 19 / 27               |                       |              |        |

- Атлетичарке означене звездицом биле су резерве у штафетама.
- Атлетичарке означене бројем учествовале су и у појединачним дисциплинама.

#### Седмобој
| Дисциплина    | Катарина Џонсон-Томпсон | Катарина Џонсон-Томпсон | Катарина Џонсон-Томпсон | Катарина Џонсон-Томпсон | Катарина Џонсон-Томпсон | Катарина Џонсон-Томпсон |
| Дисциплина    | Лич. рек.               | Резултат                | Бод.                    | Плас.                   | Укупно                  | Плас                    |
| ------------- | ----------------------- | ----------------------- | ----------------------- | ----------------------- | ----------------------- | ----------------------- |
| 100 м препоне | 13,48                   | 13,49                   | 1.052                   | 7                       |                         |                         |
| Скок увис     | 1,89                    | 1,83                    | 1.016                   | 7                       | 2.068                   | 4                       |
| Бацање кугле  | 11,92                   | 11,52                   | 629                     | 31                      | 2.697                   | 14                      |
| 200 м         | 23,45                   | 23,37 ЛР                | 1.042                   | 2                       | 3.739                   | 5                       |
| Скок удаљ     | 6,51                    | 6,56 ЛР                 | 1.027                   | 2                       | 4.766                   | 5                       |
| Бацање копља  | 38,68                   | 40,86 ЛР                | 684                     | 19                      | 5.450                   | 5                       |
| 800 м         | 2:10,76                 | 2:07,64 ЛР              | 999                     | 3                       |                         |                         |
| Седмобој      |                         |                         |                         |                         | 6.449 ЛР                | 5 / 29 (33)             |